# Agrotera endoxantha
Agrotera endoxantha là một loài bướm đêm trong họ Crambidae.